# In the Blue Light
In the Blue Light è il quattordicesimo album in studio da solista del cantautore statunitense Paul Simon, pubblicato nel 2018.

## Il disco
Il disco contiene nuove registrazioni di una selezione di brani relativamente poco conosciuti dell'artista. Le registrazioni sono state effettuate con l'ausilio dell'ensamble strumentale yMusic, il chitarrista Bill Frisell, il trombettista Wynton Marsalis ed il chitarrista e componente dei The National Bryce Dessner.
Il titolo dell'album è un riferimento al testo della canzone How the Heart Approaches What It Yearns (1980).

## Tracce
1. One Man's Ceiling Is Another Man's Floor – 4:01
2. Love – 4:10
3. Can't Run But – 3:29
4. How the Heart Approaches What It Yearns – 4:30
5. Pigs, Sheep and Wolves – 4:00
6. René and Georgette Magritte with Their Dog After the War – 4:44
7. The Teacher – 3:45
8. Darling Lorraine – 7:13
9. Some Folks' Lives Roll Easy – 3:59
10. Questions for the Angels – 4:01